# Thomas Franke (Journalist)

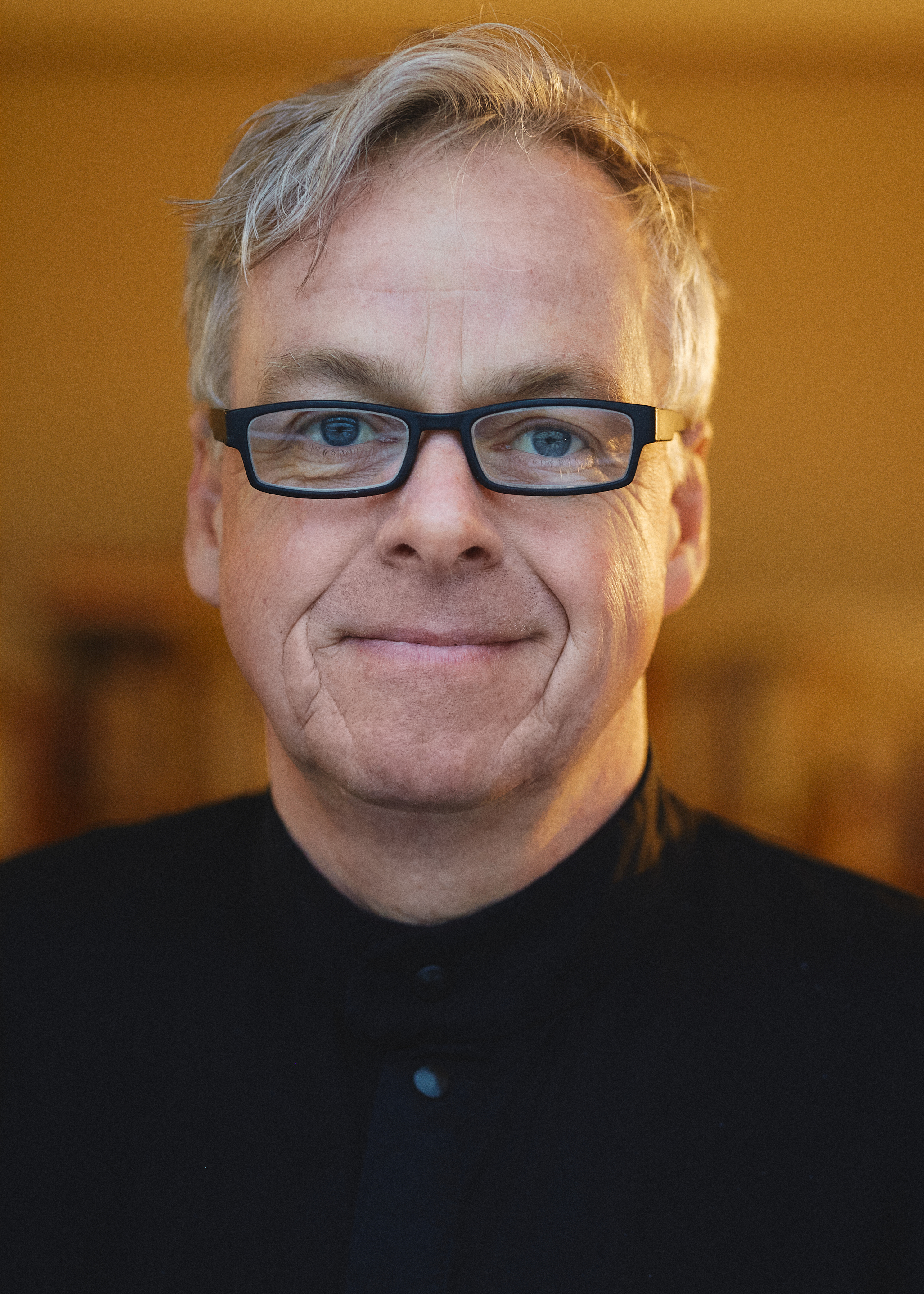
Thomas Franke (2022)

Thomas Franke (* 1967 in Osnabrück) ist ein deutscher Autor, Journalist und  Hörfunkproduzent. Er lebt in Berlin und schreibt vor allem über Osteuropa.

## Leben und Werk
Thomas Franke studierte in Hamburg Politikwissenschaft. Er beschäftigte sich jahrelang mit Medienpolitik und der Politik von Helmut Kohl und der CDU. Seit 1989 arbeitet er als freier Autor überwiegend für den öffentlich-rechtlichen Hörfunk. Von 2012 bis 2017 lebte Franke in Moskau und arbeitete dort gemeinsam mit Gesine Dornblüth für den Deutschlandfunk. Mit ihr betreibt er auch das Journalistenbüro „texte und toene“.
Er arbeitet außerdem literarisch und schreibt Gedichte, Hör- und Theaterstücke und produziert Kurzfilme und Dokumentationen.
Im Frühjahr 2017 erschien sein Buch Russian Angst. Einblicke in die postsowjetische Seele in der Edition Körber-Stiftung.
Im März 2022 veröffentlichte er gemeinsam mit Gesine Dornblüth das Buch Ruhmlose Helden – Ein Flugzeugabsturz und die Tücken deutsch-russischer Verständigung. Am Beispiel zweier sowjetischer Piloten, die im April 1966 über Westberlin abstürzten, erzählen die Autoren von der Sehnsucht nach Völkerverständigung, den Missverständnissen, wenn Russen und Deutsche aufeinander treffen, und von der Macht der Propaganda.
Im Februar 2023 erschien von Thomas Franke gemeinsam mit Gesine Dornblüth das Buch Jenseits von Putin – Russlands toxische Gesellschaft. Darin greifen die Autoren auf mehr als 30 Jahre Recherchen in Russland zurück, veröffentlichen teils private Briefwechsel und Chatverläufe und geben Einblick in eine zutiefst traumatisierte Gesellschaft. Sie treibt dabei die Frage: Mit wem haben wir es jenseits von Putin zu tun?
Ebenfalls mit Gesine Dornblüth hat er 2024 das Buch Putins Gift. Russlands Angriff auf Europas Freiheit veröffentlicht.
Im März 2023 erschien von Franke im Verlag Moloko der Band An den Kaukasus gekettet mit Erzählungen.
Weiter veröffentlichte Franke diverse literarische Reportagen in den Büchern der Weltreporter.
Franke ist Autor von annähernd 100 Folgen der Reihe "Hintergrund" im Deutschlandfunk und diverser großer Dokumentarfeatures und Dokumentarhörspiele. Dazu gehört das gemeinsam mit Silvia Stöber erstellte Feature „Mord im Tiergarten“.
Seit Oktober 2024 betreibt er den Kanal „Klartext Franke“ auf verschiedenen Plattformen. In kurzen Videos zeigt er, wie politische Ereignisse von Russland genutzt werden, um Demokratie zu zerstören und Kriminalität zu etablieren.
Franke ist Mitglied im Netzwerk Weltreporter. Er ist fester Autor der Literaturwerkstatt Kreuzberg und liest beim Künstlerkollektiv Garage postprosaische Texte und Antilyrik.

## Auszeichnungen
- Prix Europa 2001 Hörfunkpreis in der Kategorie „Current Affairs“ für Bruderküsse in Demjansk, gemeinsam mit Gesine Dornblüth[16]
- Åke-Blomström-Nachwuchspreis der International-Feature-Conference 1999[1]
- Goldener Columbus 2015[1]